# Chechechela, una chica de barrio
 Chechechela, una chica de barrio es una película de Argentina filmada en Eastmancolor dirigida por Bebe Kamin sobre su propio guion escrito en colaboración con Mirko Buchin según la novela homónima de Mirko Buchín que se estrenó el 11 de septiembre de 1986 y que tuvo como actores principales a Ana María Picchio,  Víctor Laplace, Tina Serrano y Ana María Giunta.

## Sinopsis
Una joven recuerda sus tres relaciones amorosas anteriores, cuando está a punto de casarse.

## Reparto
| Actor                | Personaje   |
| -------------------- | ----------- |
| Ana María Picchio    | Chechechela |
| Víctor Laplace       |             |
| Tina Serrano         |             |
| Ana María Giunta     |             |
| Juan Manuel Tenuta   |             |
| Julio López          |             |
| Alejandra da Passano |             |
| René Roxana          |             |
| Noemí Morelli        |             |
| Noemí Kazán          |             |
| María Fiorentino     |             |
| Silvana Silveri      |             |
| Enrique Marchi       |             |
| Mosquito Sancinetto  |             |

## Premio
La Asociación de Cronistas Cinematográficos de la Argentina galardonó a Ana María Picchio con el Premio Cóndor de Plata a la mejor actriz en 1987 por su actuación en este filme.

## Comentarios
Mariano Vera en La Prensa escribió:

«Kamín carga las tintas en cada uno de los personajes de la historia…A pesar de todo…este los hace absolutamente creíbles.»

Claudio España en La Nación opinó:

«Un dibujo de barrio donde descuella el retrato cotidiano.»

Daniel López en La Razón opinó:

«Una caricatura poco lograda.»

Manrupe y Portela escriben:

«Floja en la estructura de su guion, pero con algunos momentos de costumbrismos verdaderamente graciosos. Como la nena (llamada Guacha Divina) y su participación en un concurso de disfraces vestida de araña. Y algunas buenas actuaciones en el reparto.»